# Emma Marrone
Emmanuela Marrone, também conhecida como Emma ou Emma Marrone (Florença, 25 de maio de 1984) é uma cantora de música pop italiana.
Depois de trabalhar com várias bandas, ela ganhou o talent show italiano Amici di Maria De Filippi em março de 2010 e assinou um contrato com a gravadora Universal Music. Em 18 de fevereiro de 2012, ela conquistou o primeiro lugar no Sanremo Music Festival 2012 com sua música "Non è l'inferno". Ela gravou um EP, quatro álbuns e 15 singles, e recebeu dois multiplatines, 14 discos de platina e dois discos de ouro. Até agora ela vendeu mais de 1.200.000 singles e discos.
Em 2013 e 2015, Marrone foi selecionada como diretora artística de uma das equipes em Amici di Maria De Filippi.
Ela representou a Itália no Eurovision Song Contest 2014 em Copenhagen, Dinamarca com a música "La mia città", e terminou em 21º lugar.

## Biografia
Emma nasceu em Florença, mas seus pais são da província de Lecce, Apúlia.
Após numerosas experiências como vocalista de diversas bandas, em 2010 encetou uma carreira solo, tendo vencido o concurso de talentos Amici di Maria de Filippi. Essa vitória permitiu-lhe assinar contrato com a Universal Music, tendo imediatamente editado um CD – "A me piace così" –, que alcançou vendas e criticas bastante promissoras, alcançado com o seu primeiro trabalho discográfico de longa duração o galardão de dupla platina.
Participou em 2012 no Festival de Sanremo, com "Non è l'inferno", tendo ganho a edição desse ano.
Até à data publicou um EP, três álbuns e quinze singles, tendo recebido dois discos multiplatina, catorze discos de platina e dois discos de ouro.
Em 2014 ela foi escolhida internamente pela RAI para representar a Itália no Festival Eurovisão da Canção 2014 com a canção cantada inteiramente em italiano "La mia città".

## Discografia

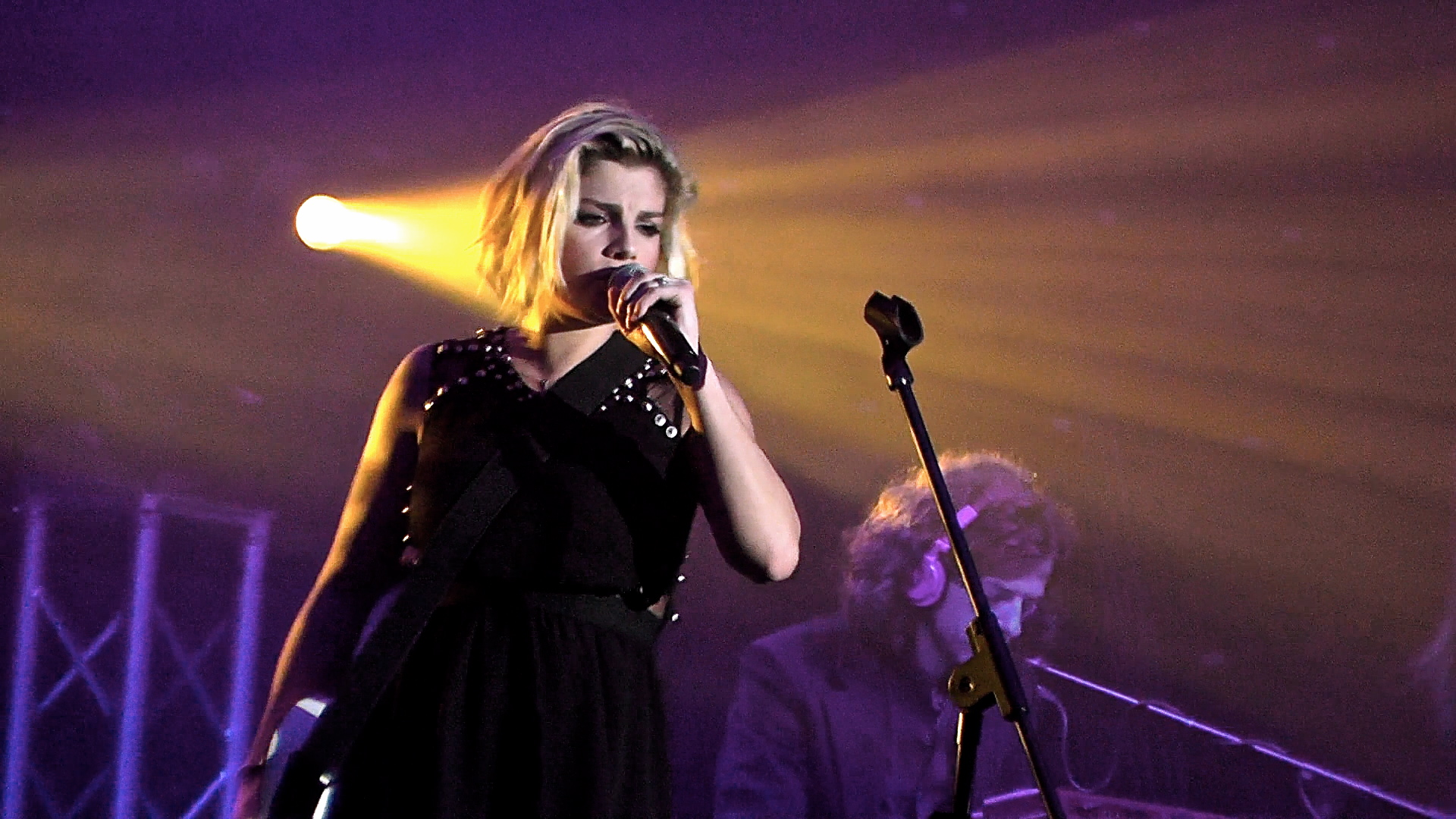
Emma em concerto em Bolonha em 2012 na PalaDozza com o Sarò libera Tour

### Álbuns
- A me piace così (2010)
- Sarò libera (2011)
- Schiena (2013)
- Adesso (2015)
- Essere qui (2018)

### EPs
- Oltre (2010)

## Filmografía
- Benvenuti al Nord, dir. de Luca Miniero
- La cena di Natale, dir. de Marco Ponti
- Gli anni più belli, dir. de Gabriele Muccino